# تيل كيل
تيلكيل (بالفرنسية :Telquel) وشعار المجلة: المغرب كما هو، هي أسبوعية مغربية باللغة الفرنسية. حيث أنها مملوكة ملكية خاصة ومستقلة، وغالبا حاسمة في التحرير عن الحكومة المغربية. وقد اتخذت اسمها من المجلة الأدبية الفرنسية تل كيل Tel quel التي نشرت في الفترة من 1960 إلى 1982. مدير النشر الحالي للمجلة هو أحمد بنشمسي. أما رئيس تحريرها فهو كريم بخاري.
حسب ما ورد عن مراقبي حرية الصحافة مثل مراسلون بلا حدود (RSF)، تتعرض مجلة تيلكيل مرارا لمضايقات وضغوط من الحكومة المغربية. ادينت في عام 2005 بتهمة التشهير، في ما وصفته RSF محاكمة سياسية. 
أصبح ل تيلكيل المغربية طبعة بالعربية، وهي صحيفة نيشان.

## وصلات خارجية
- تيلكيل الموقع الرسمي